# Babylon (álbum de W.A.S.P.)
Babylon es un álbum de estudio de la banda norteamericana de heavy metal W.A.S.P., lanzado el 9 de noviembre de 2009. El disco está basado en la cita bíblica de "Los Cuatro Jinetes del Apocalipsis". Contiene las versiones de "Burn" de Deep Purple y "Promised Land" de Chuck Berry. Inicialmente la versión de "Burn" fue grabada para ser incluida en el disco Dominator de 2007, pero fue retirada del último corte del álbum.

## Lista de canciones
| N.º | Título                    | Letras                            | Música                            | Duración |  |
| 1.  | «Crazy»                   | Lawless                           | Lawless                           | 5:10     |  |
| 2.  | «Live To Die Another Day» | Lawless                           | Lawless                           | 4:41     |  |
| 3.  | «Babylon's Burning»       | Lawless                           | Lawless                           | 5:00     |  |
| 4.  | «Burn»                    | Blackmore, Lord, Coverdale, Paice | Blackmore, Lord, Coverdale, Paice | 4:50     |  |
| 5.  | «Into The Fire»           | Lawless                           | Lawless                           | 5:54     |  |
| 6.  | «Thunder Red»             | Lawless                           | Lawless                           | 4:20     |  |
| 7.  | «Seas Of Fire»            | Lawless                           | Lawless                           | 4:34     |  |
| 8.  | «Godless Run»             | Lawless                           | Lawless                           | 5:43     |  |
| 9.  | «Promised Land»           | Chuck Berry                       | Chuck Berry                       | 3:13     |  |

## Músicos
- Blackie Lawless – voz, guitarra, teclados
- Doug Blair – guitarra
- Mike Duda – bajo, coros
- Mike Dupke – percusión

## Posición en las listas
| País        | Puesto |
| ----------- | ------ |
| Finlandia   | 31     |
| Suecia      | 24     |
| Suiza       | 54     |
| Reino Unido | 15     |
|             |        |

- Datos: Q221818